# Curtitoma incisula
Curtitoma incisula är en snäckart som först beskrevs av Addison Emery Verrill 1882.  Curtitoma incisula ingår i släktet Curtitoma och familjen kägelsnäckor. Inga underarter finns listade i Catalogue of Life.